# Judith Tobaiwa
Judith Tobaiwa (ur. 1986 lub 1987) – zimbabwejska polityczka. Członkini Izby Zgromadzenia Zimbabwe od 2022 roku.

## Życiorys

### Rodzina, młodość i edukacja
Jej ojciec, Shadreck Tobaiwa, był zastępcą burmistrza górniczego miasta Kwekwe w latach 2008–2013.
Ukończyła studia na Kwekwe Polytechnic, gdzie była zaangażowana w działanie samorządu studenckiego.

### Działalność polityczna
Była skarbniczką Ruchu na rzecz Demokratycznej Zmiany (MDC) w okręgu obejmującym Kwekwe. Była asystentką Blessinga Chebundo, członka Izby Zgromadzenia od 2000 roku.
Z powodzeniem wystartowała w prawyborach przed uzupełniających wyborach parlamentarnych w 2022 roku o nominację MDC, m.in. przeciwko swojemu byłemu szefowi Blessingowi Chebundo. Wystartowała w okręgu wyborczym Kwekwe Central po zwolnieniu mandatu z powodu śmierci Masangi Matambanadzo. W styczniu 2022 roku przeszła do partii Citizens Coalition for Changezałożonej przez Nelsona Chamisę, która również wystawiła ją jako kandydatkę w Kwekwe Central. Wygrała wybory zdobywając 6639 głosy z 9832 oddanych. Uzyskała mandat członkini Izby Zgromadzenia jako pierwsza kobieta z okregu Kwekwe Central od czasu odzyskania przez Zimbabwe niepodległości. Została zaprzysiężona 26 marca 2022.
W kwietniu 2033 roku ponownie uzyskała nominację Citizens Coalition for Change do startu w wyborach generalnych w 2023 roku. Uzyskała reelekcję zdobywając 10 933 z 17 722 oddanych głosów. W parlamencie zasiadła w komisji ds. wzmacniania pozycji młodzieży, rozwoju i szkoleń zawodowych, komisji ds. kopalnii i rozwoju górnictwa oraz komisji ds. zdrowia i opieki nad dziećmi.

### Życie prywatne
Ma czwórkę rodzeństwa.